# 马尔特·塞姆
马尔特·塞姆（1990年10月24日—），爱沙尼亚男子举重运动员，2015年世界举重锦标赛男子105公斤以上级银牌得主、2016年欧洲举重锦标赛男子105公斤以上级铜牌得主。